# Djong

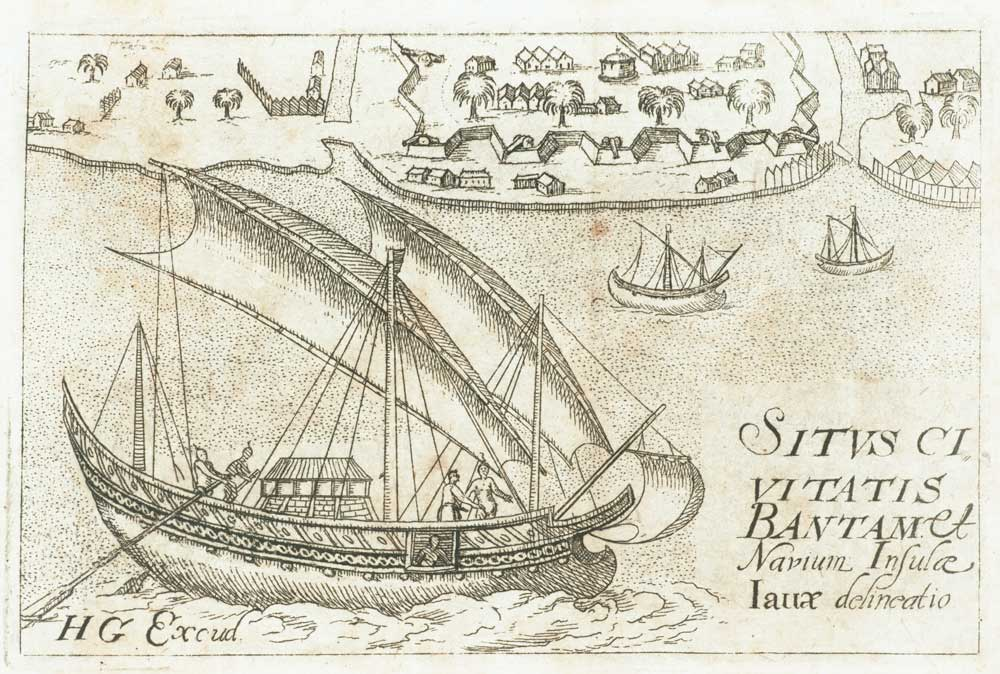
Djong de tres palos, en Banten, 1610.

Djong (también llamado jong, jung o junk) es un tipo de velero antiguo que se origina en Java y que es ampliamente utilizado por los navegantes javaneses y malayos. Los djongs se utilizan principalmente como buques de pasajeros y carga marítima. En la antigüedad, viajaron tan lejos como Ghana o incluso Brasil.

## Etimología
El nombre "jung" proviene la palabra china chuan cuál significa barca. Aun así, el cambio de pronunciación de chuan a jong parece demasiado lejos fuera. El más cercano es "Djong" en Javanese, el cual significa barco. La palabra jong puede ser encontrado en un número de antiguo Javanese inscriptions datando al siglo IX. Introduzca lengua malaya por el siglo XV, cuándo una lista de palabra china identificó él como palabra malaya para barco. Las Leyes Marítimas malayas, primero dibujados arriba en el siglo XV tardío, usos junk frecuentemente como la palabra para barcos de carga. Escrituras europeas de 1345 a través de 1601 uso una variedad de relacionó plazos, incluyendo jonque (franceses), ioncque (italianos), iuncque (españoles), y ionco (holandeses).

## Descripción

Estrecho de Muria durante el reinado de Sultan Trenggana (1521–1546). Hacía 1657 este estrecho se había reducido o desaparecido.

Duarte Barosa informó que los barcos de Java, que tenían cuatro mástiles, eran muy diferentes de los barcos portugueses. Un barco javanés estaba hecho de madera muy gruesa y, a medida que envejecía, los javaneses lo arreglan con tablas nuevas. La cuerda y la vela estaban hechas con mimbre. Los juncos javaneses se hacían usando madera de jaty / jati (teca) en el momento de su informe (1512), en ese momento los juncos chinos seguían usando madera blanda como material principal. [10] El casco del barco javanés se formaba uniendo tablones a la quilla y luego entre sí mediante clavijas de madera, sin utilizar un marco (excepto el refuerzo posterior) ni pernos ni clavos de hierro. La embarcación estaba apuntada de manera similar en ambos extremos, y llevaba dos timones parecidos a un remo y velas latinas. Difería notablemente de los barcos chinos, que tenía su casco sujeto por tracas y clavos de hierro a un bastidor y estructuralmente mamparos esenciales que dividían el espacio de carga. La embarcación china tenía un solo timón en una popa de popa, y (excepto en Fujian y Cantón) tenían fondos planos sin quillas. Los grabados históricos también muestran el uso de bañadores y velas de bauprés, y la aparición de estepastos y codastes.
El tamaño y los requisitos especiales del djong exigían acceso a conocimientos y materiales no disponibles en todas partes. En consecuencia, el djong se construyó principalmente en dos importantes centros de construcción naval alrededor de Java: la costa norte de Java, especialmente alrededor de Rembang-Demak (a lo largo del estrecho de Muria) y Cirebon; y la costa sur de Borneo (Banjarmasin) e islas adyacentes. Una característica común de estos lugares era su accesibilidad a los bosques de teca, ya que esta madera era muy apreciada por su resistencia a la broma. El suministro de teca del sur de Borneo habría venido del norte de Java, mientras que Borneo en sí mismo suministraría madera de hierro.